# 6970 Сайґуса
6970 Сайґуса (6970 Saigusa) — астероїд головного поясу, відкритий 10 січня 1992 року.
Тіссеранів параметр щодо Юпітера — 3,549.
Названо на честь Сайґуси (яп. さいぐさ(三枝) сайґуса).